# Tuba Dei

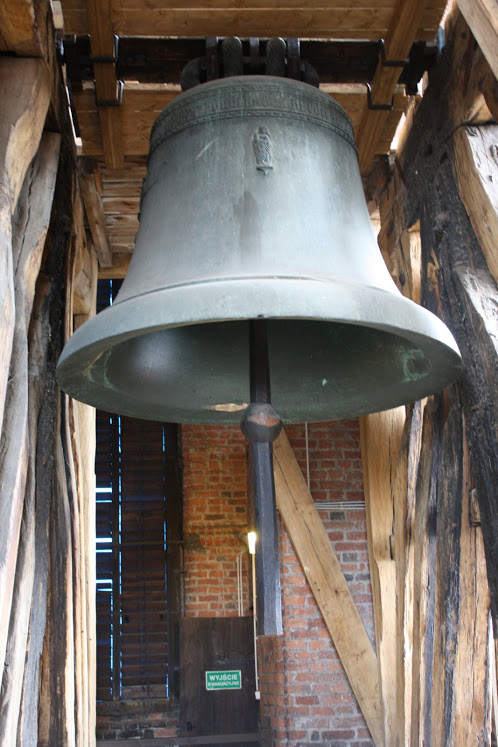
Dzwon Tuba Dei

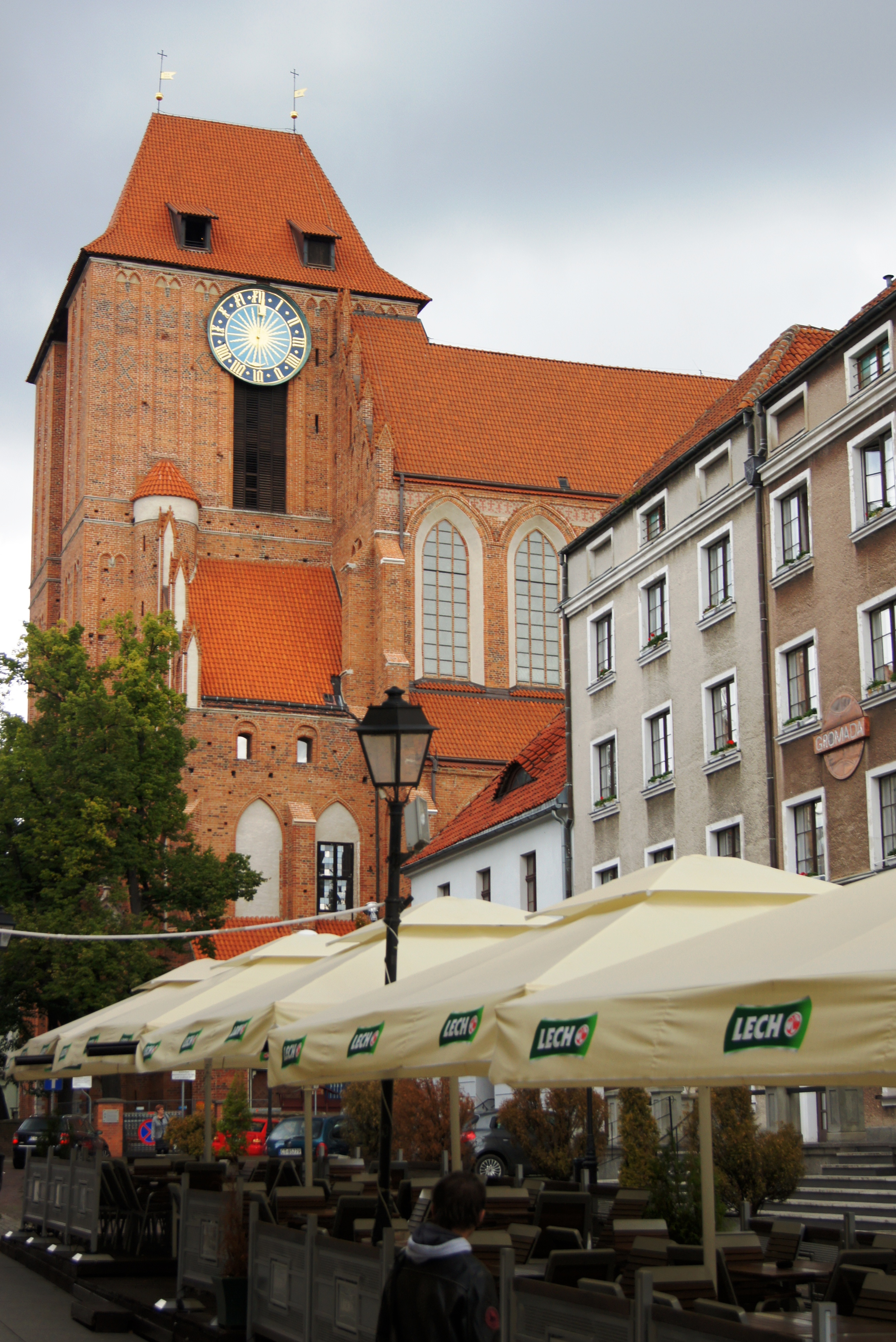
Wieża katedry św. św. Janów w Toruniu, w której wisi dzwon

Tuba Dei (Trąba Boża) – największy dzwon znajdujący się w wieży Bazyliki katedralnej św. Jana Chrzciciela i św. Jana Ewangelisty w Toruniu. Jego wysokość z koroną wynosi ok. 2 m, w dolnej części mierzy 2,27 m średnicy. Całkowita waga dzwonu wynosi ok. 7238 kg, stalowego serca ok. 200 kg. Według tradycji Tuba Dei miał chronić Toruń i zawiadamiać o najważniejszych wydarzeniach.

## Historia
Data odlania dzwonu jest przedmiotem badań naukowych. W większości źródłach pojawia się rok 1500 (okres Korony Królestwa Polskiego). Przyjmowany jest również rok 1522. Jedynym źródłem potwierdzającym datę odlania na 1500 był epigraf umieszczony na dzwonie. Przyjęcie 1500 roku jako daty odlania dzwonu wynikało również z chęci wydłużenia jego metryki do Roku Jubileuszowego 1500 oraz wiąże się z pewnego rodzaju rywalizacją z Dzwonem Zygmunt w Krakowie, odlanym w 1520 roku.
Pojawiają się również różne propozycje datacji dziennej. Berhard Schmid w 1917 roku podał 22 września 1500 roku, w źródłach niemieckich z lat 40. XX wieku znajdują się daty 18 stycznia 1522 i 18 czerwca 1522 roku. Przez wiele lat przyjmowano datę ustaloną przez Schmida. W 2002 roku Emanuel Okoń ustalił datę odlania dzwonu na 15 czerwca 1522 roku, w następnych latach przesunięto datację na 18 września 1522 roku. Według ustaleń Alicji i Marcina Sumowskich z 2023 roku dzwon został odlany 27 września 1522 roku, a zawieszony 8 października. Data ta opiera się na źródłach pisanych, dotychczas nie badanych przez historyków.
Dzwon został odlany na cześć patronów kościoła, prawdopodobnie również na cześć Torunia i jego rady. Dzwon ozdobiono reliefami z wyobrażeniem św. Jana Chrzciciela, Jana Ewangelisty, Katarzyny i Barbary. Na dzwonie znajduje się również epigraf. Jego treść brzmi: ANNO DOMINI MVC XXII DIE SEPTEMBRIS EGO TUBA DEI IN LAUDEM DEI ET SANCTORUM JOHANNIS BAPTISTAE ET EVANGELISTAE PATRONORUM HUIUS TEMPLI FUSA SUM (tłum. Roku Pańskiego 1500 22 dnia września ja, Trąba Boża, ku chwale Boga i Świętych Janów Chrzciciela i Ewangelisty, patronów tej świątyni, zostałam odlana). Dzwon zawisł na konstrukcji dzwonnej zbudowanej w połowie XV wieku.
Według tradycji dzwon miał zostać odlany przez ludwisarza Marcina (vel Martena) Schmidta. Faktycznie Schmidt nie mógł odlać brązu, gdyż działał dopiero pod koniec XVI wieku. Według zachowanych źródeł pisanych dzwon został odlany przez mistrza Hansa, określanego jako „Orgellmacher”. Niewiele wiadomo o mistrzu Hansie. „Orgellmacher” może stanowi jego nazwisko lub sugestię, że ludwisarz zajmował się również wykonywaniem organów. Wykonawca dzwonu mógł pochodzić z Chojnic, na co wskazuje pojawiająca się w rachunkach wskazówka „von der Kunicz”. Zdaniem Alicji i Marcina Sumowskich ludwisarzem był Hans Hauck (Haug), pracujący w Prusach w latach 1506–1522.
Drewniana konstrukcja, na której zawieszono dzwon, powstała nie wcześniej niż w 1585 roku. Na jednym ze słupów zachował się napis 1608, który zawęża datowanie powstania konstrukcji. Prawdopodobnie Tuba Dei został zawieszony w innym miejscu. Jakub Henryk Zerneke w drugim wydaniu Kronice toruńskiej z 1711 roku napisał, że 6 listopada 1589 roku zawieszono dzwon wykonany przez Marcina Schmidta. Miał on ważyć 36 cetnarów, 2 kamienie i 6 funtów, co odpowiada ok. 2361 kg. Zdaniem Emanuela Okonia konstrukcja powstała w latach 1585–1608 była przeznaczona dla innego dzwonu. W pierwszym wydaniu Kroniki toruńskiej Zerneke podaje, że Tuba Dei odlano w 1522 roku, w drugim wydaniu widnieje data 1589. W pierwszym wpisie nie pojawia się Marcin Schmidt. Sprzeczne informacje połączył Karl G. Praetorius w 1832 roku podając błędnie, że Tuba Dei odlał Marcin Schmidt w 1522 roku. Bernhard Schmid w 1918 roku podał, że Marcin Schmidt odlał inny dzwon. Historia dzwonu Schmidta jest słabo znana. Prawdopodobnie dzwonu nie było na wieży podczas prowadzonej w latach 1667–1672 wizytacji świątyni. Według Emanuela Okonia dzwon mógł zostać zrabowany przez Szwedów podczas potopu pomiędzy grudniem 1655 a końcem 1658 roku.
Podczas oblężenia Torunia przez wojska szwedzkie w 1703 roku Szwedzi wybili otwór w sklepieniu sali na piętrze wieży, w celu rabunku Tuba Dei. Mogło mieć to miejsce pomiędzy 14 października (dniem zajęcia Torunia przez wojska szwedzkie) a końcem listopada. Podczas próby wynoszenia dzwonu uszkodzili sklepienie drugiej kondygnacji wieży oraz strop. Pozostawili dzwon po otrzymaniu od rady miejskiej okupu w wysokości 12 tysięcy talarów. Prawdopodobnie w 1703 roku dzwon został spuszczony na dolną kondygnację wieży. Dokonane przez Szwedów uszkodzenia po zachodniej stronie drugiej kondygnacji wieży zamurowano podczas prac konserwatorskich prowadzonych w latach 2001–2002.
Na początku XX wieku przesunięto kielich dzwonu o 90°. Zabieg ten miał przedłużyć jego żywotność.
Do 1906 roku serce dzwonu uruchamiano za pomocą lin przechylających kielich. Liny były ciągnięte przez kilkunastu (od 12 do 18) mężczyzn, głównie należących do tragarzy zbożowych lub bractwa mierniczych. W następnych latach serce uruchamiano za pomocą drewnianego rusztowania, mocno rozkołysanego nogami kilku dzwonników. Według przekazów z okresu międzywojennego podczas uruchamiania serca miało dojść do wypadku, gdzie dzwon miał zmiażdżyć stopę jednemu z dzwonników. W 1987 roku podczas poruszania serca cała drewniana konstrukcja wieży miała popaść w wibracje.
Dzwon jest uruchamiany podczas najważniejszych świąt kościelnych (podczas rezurekcji w Wielkanoc, w Boże Ciało, w Wigilię Bożego Narodzenia), w święta patronów kościoła, w Narodowe Święto Niepodległości, w Nowy Rok, a także podczas ważnych wydarzeń historycznych, np. 7 czerwca 1999 podczas wizyty papieża Jana Pawła II w Toruniu.

## Legendy związana z dzwonem
Według legendy Tuba Dei została wciągnięta na wieżę przy pomocy siedmiu lub dwunastu wołów po pochylni o długości około 800 metrów, zawieszonej nad murami miejskimi i dachami domów. Początek pochylni miał znajdować się w na Bydgoskim Przedmieściu, pobliżu współczesnego hotelu „Kosmos” i przystanku „Grzybek”. Według innej legendy diabeł miał podsuwać ludwisarzowi złocone kamienie licząc na to, że jak dostaną się do stopu, dzwon będzie głuchy.